# Louison Bobet
Louison Bobet (Saint-Méen-le-Grand, 12 maart 1925 – Biarritz, 13 maart 1983) was een Franse wielrenner. Bobet was een uitstekend klimmer en had een groot doorzettingsvermogen.

## Biografie
Bobet won drie keer op rij de Ronde van Frankrijk: in 1953, 1954 en 1955. Hij was hiermee de tweede persoon (na de Belg Philippe Thys) die de Tour drie keer op zijn naam schreef.
In 1950 en 1951 werd Bobet tweemaal Frans kampioen op de weg. Hij won ook verschillende klassiekers; in 1951 Milaan-San Remo en de Ronde van Lombardije, in 1955 de Ronde van Vlaanderen en in 1956 Parijs-Roubaix. In laatstgenoemde koers was hij in 1951 al eens tweede geworden achter Antonio Bevilacqua.
In 1954 werd Bobet wereldkampioen op de weg. In 1957 en 1958 was hij ook dicht bij de wereldtitel, maar won hij zilver achter respectievelijk Rik Van Steenbergen en Ercole Baldini.
Zijn broer Jean was ook een bekend wielrenner. Samen waren zij in de herfst van 1960 betrokken bij een auto-ongeval, waarbij zij beiden zwaar gewond raakten. Het betekende het einde van hun wielercarrières. Louison Bobet werd vervolgens succesvol in de ontwikkeling van thalassotherapie en opende hieromtrent een centrum in Quiberon.
Op 13 maart 1983, een dag na zijn 58ste verjaardag, overleed hij aan kanker. Hij ligt begraven in zijn geboorteplaats Saint-Méen-le-Grand, waar zich ook een museum bevindt ter nagedachtenis aan Bobet.

### Ritssluiting
Bobet lag aan de basis van de uitvinding van de wielertrui met ritssluiting in de hals.
Kort nadat Bobet triomfantelijk de finish overschreed van Milaan-San Remo in 1951, werd hij overspoeld door medewerkers van het Bottecchia-team, journalisten en fans. In die drukte slaagde hij er niet in de knopen bovenaan zijn truitje los te maken om op adem te komen. Gefrustreerd riep Bobet of ze daar geen rits konden steken.
Zijn kledingleverancier Emilio De Marchi was aanwezig en hoorde zijn opmerking. Hij vond dat best wel een goed idee en begon met de productie van truitjes met ritssluiting in de hals.

## Overwinningen
1948
- G.P de L'Equipe
- 6e en 12e etappe Ronde van Frankrijk

1949
- Criterium der Azen
- Eindklassement Omloop van het Westen
- Circuit de l’Aulne

1950
- Frans kampioen op de weg, Elite
- Criterium der Azen
- 18e etappe Ronde van Frankrijk

1951
- Frans kampioen op de weg, Elite
- Ronde van Lombardije
- Milaan-San Remo
- Grote Prijs van Locle
- 17e etappe Ronde van Italië
- 17e etappe Ronde van Frankrijk
- 2e etappe en 4e etappe deel B Parijs-Nice
- Eindklassement Criterium International
- Eindklassement Desgrange-Colombo

1952
- GP de Cannes
- Eindklassement Criterium International
- 2e, 3e (A), 5e en 6e etappe Parijs-Nice
- Eindklassement Parijs-Nice
- G.P. des Nations

1953
- Criterium der Azen
- Circuit de l’Aulne
- 4e etappe Ronde van Romandië
- 18e en 20e etappe Ronde van Frankrijk
- Eindklassement Ronde van Frankrijk

1954
- Wereldkampioen op de weg, Elite
- Bol d'Or
- Criterium der Azen
- 7e etappe Dauphiné Liberé
- 2e, 18e en 21e etappe Ronde van Frankrijk
- Eindklassement Ronde van Frankrijk
- Trophée Gentil

1955
- Ronde van Vlaanderen
- 11e etappe Ronde van Frankrijk
- Eindklassement Ronde van Frankrijk
- G.P Saint-Raphael
- 3e etappe Parijs-Nice
- 2e en 3e etappe Ronde van Luxemburg
- Eindklassement Ronde van Luxemburg
- 3e, 5e en 6e (B) etappe Dauphiné Liberé
- Eindklassement Dauphiné Liberé

1956
- Parijs-Roubaix
- Circuit du Mont-Blanc

1957
- 15e etappe Ronde van Italië
- Genua-Nice

1959
- Bordeaux-Parijs
- Eindklassement Rome-Napels-Rome
- GP de Fréjus

1960
- Eindklassement Rome-Napels-Rome

1961
- 3e etappe Ronde van de Aude

## Resultaten in voornaamste wedstrijden
| Jaar | Ronde van Italië | Ronde van Frankrijk | Ronde van Spanje |
| ---- | ---------------- | ------------------- | ---------------- |
| 1947 |                  | opgave              |                  |
| 1948 |                  | 4e (2)              |                  |
| 1949 |                  | opgave              |                  |
| 1950 |                  | ↑ (1)               |                  |
| 1951 | 7e (1)           | 20e (1)             |                  |
| 1952 |                  |                     |                  |
| 1953 |                  | ↑ (2)               |                  |
| 1954 |                  | ↑ (3)               |                  |
| 1955 |                  | ↑ (2)               |                  |
| 1956 |                  |                     | opgave           |
| 1957 | ↑ (1)            |                     |                  |
| 1958 | 4e               | 7e                  |                  |
| 1959 |                  | opgave              |                  |

| Jaar | Milaan-San Remo | Ronde van Vlaanderen | Parijs-Roubaix | Luik-Bast.‑Luik | Ronde van Lombardije | Parijs-Tours | Waalse Pijl | Parijs-Brussel |  | WK op de weg |  | Wereldranglijsten |
| ---- | --------------- | -------------------- | -------------- | --------------- | -------------------- | ------------ | ----------- | -------------- |  | ------------ |  | ----------------- |
| 1947 |                 |                      |                |                 |                      |              |             |                |  |              |  |                   |
| 1948 |                 |                      |                |                 | 12e                  | 11e          |             |                |  |              |  | 7e (CDC)          |
| 1949 | 18e             |                      | 12e            |                 |                      |              | 9e          |                |  |              |  |                   |
| 1950 | 9e              |                      | 15e            |                 | 33e                  | 12e          |             |                |  | 5e           |  | 9e (CDC)          |
| 1951 | Goud            |                      | ↑              | 7e              | ↑                    | 22e          | 4e          |                |  | 14e          |  | (CDC)             |
| 1952 |                 | 6e                   | 7e             | 4e              | 9e                   | 5e           | 28e         |                |  | 8e           |  | 6e (CDC)          |
| 1953 | 53e             | 4e                   | 4e             |                 |                      |              |             |                |  | 8e           |  | (CDC)             |
| 1954 | 13e             | 14e                  | 38e            |                 |                      | Zilver       |             |                |  | ↑            |  | (CDC)             |
| 1955 | 11e             | ↑                    | ↑              |                 |                      | 22e          |             |                |  |              |  | (CDC)             |
| 1956 |                 |                      | ↑              |                 | 7e                   | Brons        |             |                |  | 8e           |  | 5e (CDC)          |
| 1957 | 17e             |                      | 58e            | 9e              |                      | Zilver       | 15e         |                |  | ↑            |  | 4e (CDC)          |
| 1958 | 10e             |                      | 27e            |                 | 24e                  | 39e          |             | 6e             |  | ↑            |  | 6e (CDC)          |
| 1959 |                 |                      | 21e            |                 | 21e                  | 30e          |             | 10e            |  |              |  |                   |

- Bibliothèque nationale de France: cb11964796v (data)
- Gemeinsame Normdatei: 134110838
- International Standard Name Identifier: 0000 0000 7829 3289
- Library of Congress Control Number: n87803920
- Bibliotheek van het Japanse parlement: 01004202
- Nederlandse Thesaurus van Auteursnamen: 072797002
- Système universitaire de documentation: 027651258
- Virtual International Authority File: 12317042
- WorldCat: E39PBJcGqmyfh8YvpYbPq8bDbd